# Ziarnówka blada
Ziarnówka blada (Cystoderma carcharias (Pers.) Fayod) – gatunek grzybów należący do rzędu pieczarkowców (Agaricales).

## Systematyka i nazewnictwo
Pozycja w klasyfikacji według Index Fungorum: Incertae sedis, Agaricales, Agaricomycetidae, Agaricomycetes, Agaricomycotina, Basidiomycota, Fungi.
Po raz pierwszy takson ten zdiagnozował w 1797 r. Christian Hendrik Persoon nadając mu nazwę Agaricus carcharias. Obecną, uznaną przez Index Fungorum nazwę nadał mu w 1889 r. Victor Fayod, przenosząc go do rodzaju Cystoderma.
Ma ponad 10 synonimów. Niektóre z nich:
- Agaricus carcharias Pers. 1797
- Agaricus granulosus var. carcharias (Pers.) Fr. 1838
- Lepiota carcharias (Pers.) P. Karst. 1879
- Lepiota granulosa var. carcharias (Pers.) P. Kumm. 1871

Łacińska nazwa gatunkowa carcharias oznacza „szorstki”, „z szorstką powierzchnią”. Nazwę polską (ziarnówka blada) podali Barbara Gumińska i Władysław Wojewoda w 1968. W atlasach grzybów czasami używana jest też nazwa ziarnówka biała.

## Morfologia
Kapelusz
2–6 cm średnicy. Początkowo wypukły, potem stożkowato-dzwonkowaty, w końcu płaski, zazwyczaj z podwiniętym brzegiem i garbkiem pośrodku. Powierzchnia drobnoziarnista, o barwie od brudnobiałej do jasnoszarej, przeważnie z różowawym odcieniem. Brzeg jest biały i często z resztkami osłony.
Blaszki
Wąskie, przyrośnięte, gęste, cienkie, z międzyblaszkami. Białe, z wiekiem nieco żółkną.
Trzon
7 cm wysokości, 0,8 cm grubości. Posiada lejkowaty pierścień, z białawą, gładką stroną górną i szarawą dolną. Powyżej strefy pierścienia biały i gładko włóknisty, pod pierścieniem barwy kapelusza i ziarnisto łuskowaty.
Miąższ
Blady, o zapachu kurzu i obrzydliwym smaku.
Wysyp zarodników
Biały. Zarodniki elipsoidalne, białe, amyloidalne, o rozmiarach 4–5,5 × 3 µm

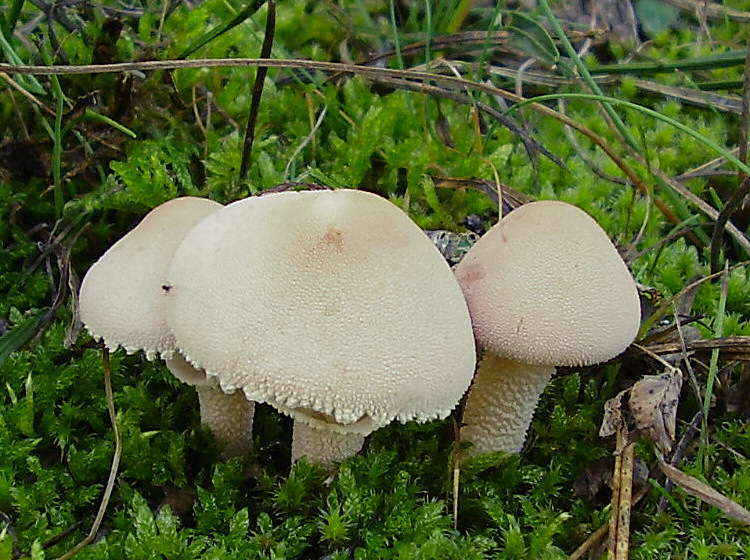
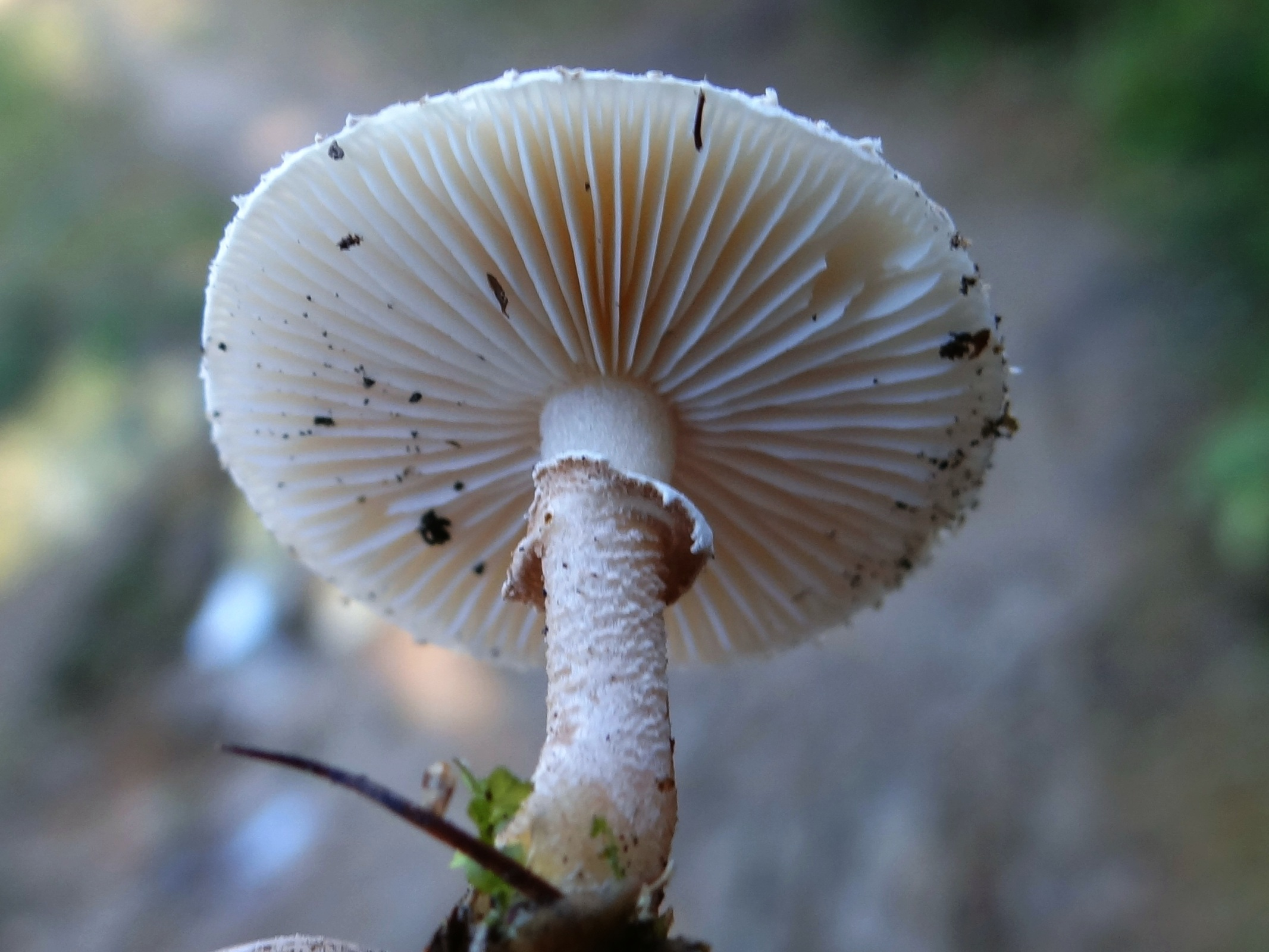
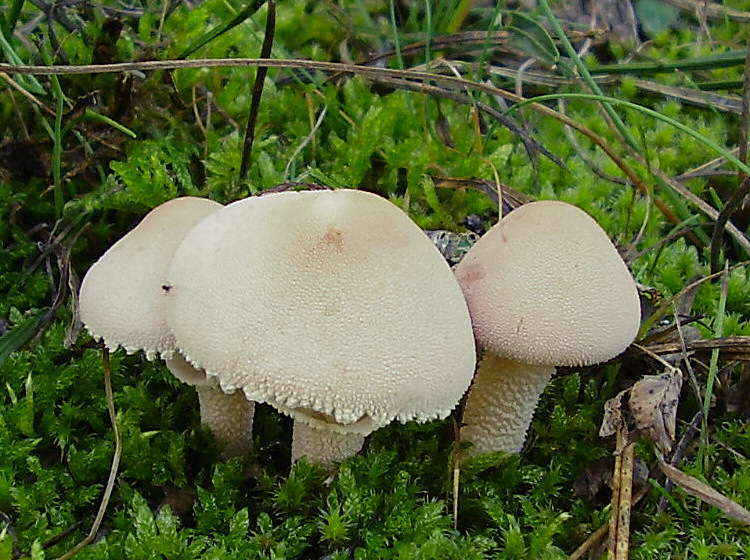
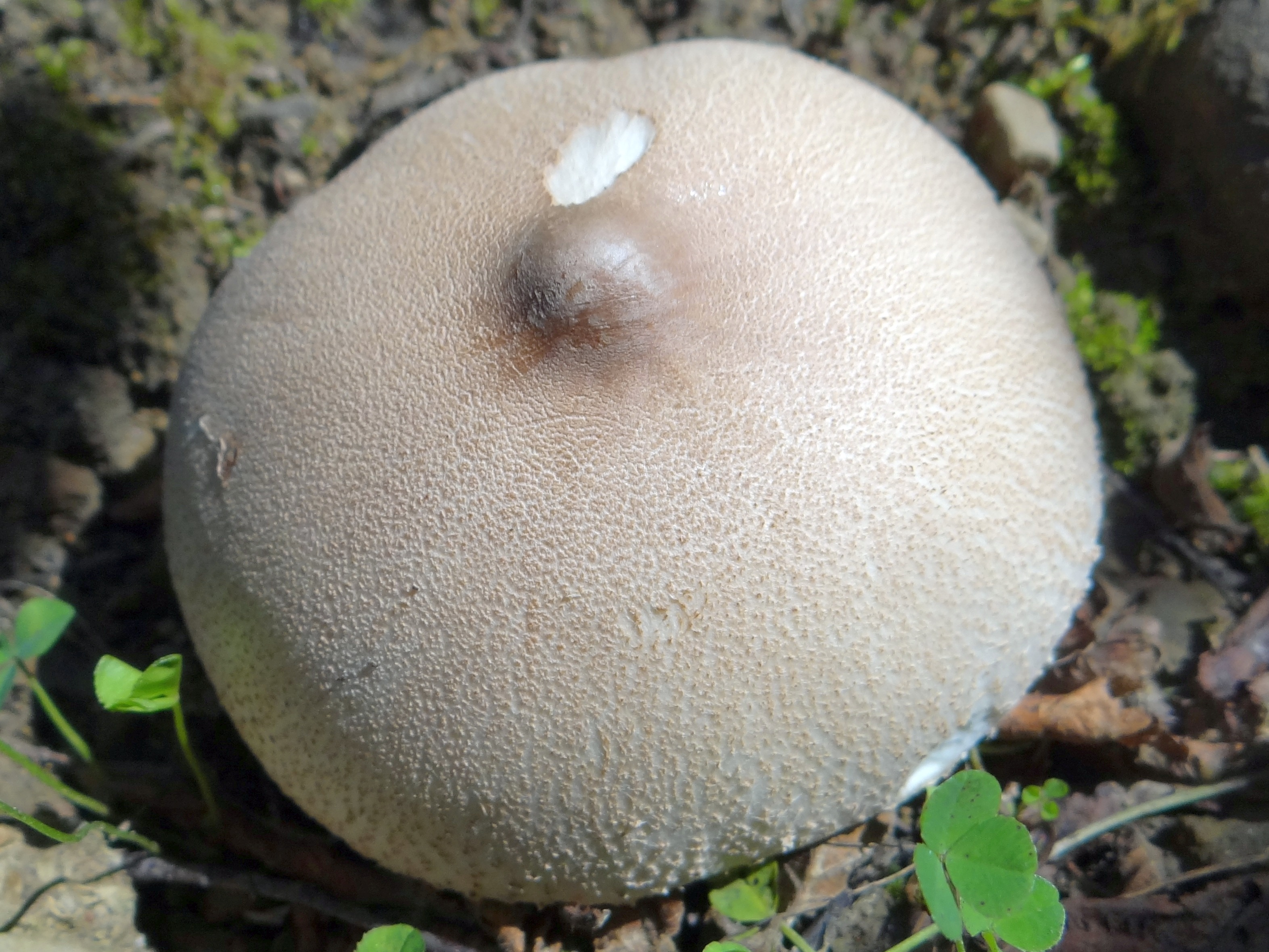
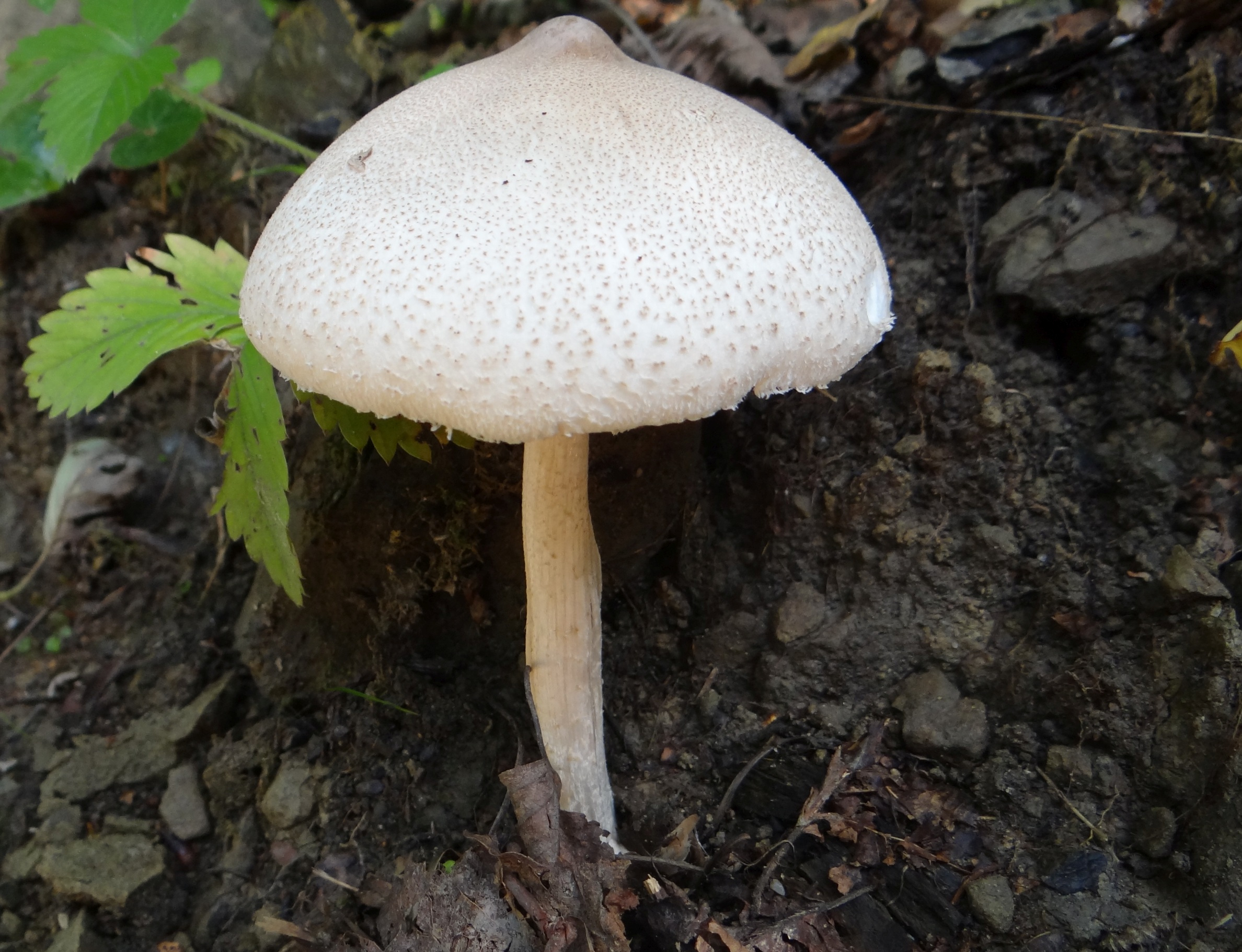

## Występowanie i siedlisko
Ziarnówka blada występuje dość pospolicie w Ameryce Północnej, Europie oraz w Azji na obszarach o klimacie umiarkowanym. W Polsce jest pospolita.
Grzyb saprotroficzny. Rośnie na ziemi w lasach, głównie iglastych, oraz na wrzosowiskach, najczęściej w igliwiu lub wśród mchów i szczątków roślinnych. Owocniki wytwarza od września do listopada.

## Znaczenie
Grzyb niejadalny ze względu na nieprzyjemny smak i zapach.